# Vuelo 212 de Air France
El vuelo 212 de Air France era un vuelo que cubría la ruta Santiago de Chile - Lima - Quito - Bogotá - Caracas - Pointe-à-Pitre - Lisboa - París que cayó al mar poco después de despegar del Aeropuerto Internacional Simón Bolívar de Maiquetía el 3 de diciembre de 1969. 21 miembros de la tripulación y 41 pasajeros fallecieron en este accidente.

## Aeronave
La aeronave empleada en el vuelo 212 era un Boeing 707-328B, que llevaba 6 años en servicio para Air France.

## Pasajeros notables
- Folke Claeson, cofundador de la Feria Internacional de Estocolmo, viajaba con su esposa.
- Henri Tronquoy, diseñador francés que viajaba desde Chile luego de trabajar un mes en la Escuela de Arquitectura de la UC de Valparaíso y para la Empresa Zig-Zag.[1]

## Descripción del accidente
Luego de 24 horas de retraso en su salida del Aeropuerto Internacional Arturo Merino Benítez de Santiago de Chile (debido a una huelga) el vuelo aterriza en el Aeropuerto Internacional Simón Bolívar de Maiquetía, la cuarta escala en la ruta Santiago de Chile-Lima-Quito-Bogotá-Caracas-Pointe-à-Pitre-Lisboa-París. Una hora después, al despegar de Caracas la nave se cae al mar, sin dejar sobrevivientes.

## Reseña televisiva
El 23 de febrero de 2008 este accidente fue reseñado en el micro Historia de accidentes aéreos en Venezuela, del canal Globovisión, con motivo del accidente del vuelo 518 de Santa Bárbara Airlines.